# XI Brigada Internacional

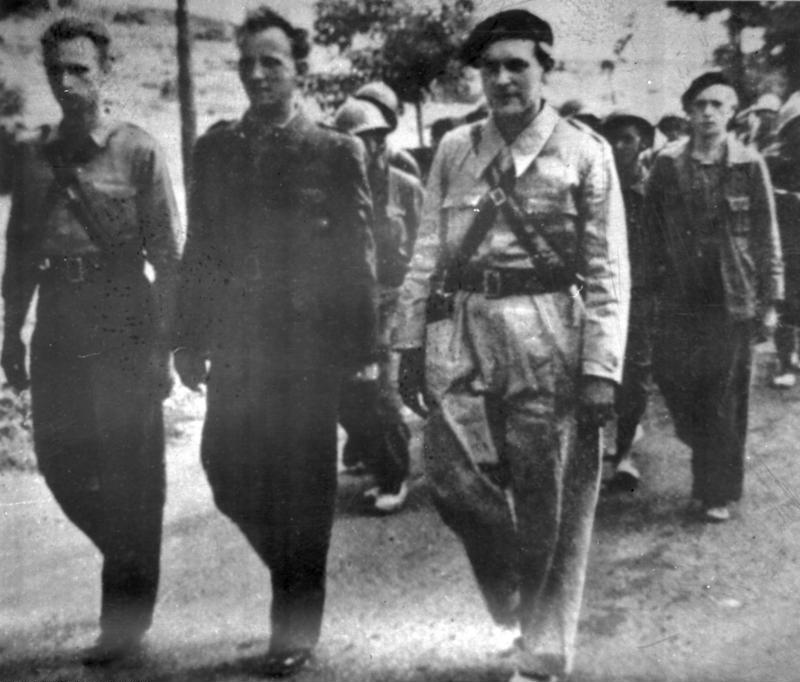
Soldats de la XI Brigada, desfilant durant la Batalla de Guadalajara

La XI Brigada Internacional, també anomenada Thaelman, va ser una unitat militar composta per voluntaris internacionals amb predomini de procedència germànica que lluità al costat del govern de la República durant la Guerra Civil espanyola.
Va ser la primera brigada internacional en constituir-se el 22 d'octubre del 1936 a La Roda (Albacete). Els seus batallons originaris van ser l'alemany Edgar André, el francès Commune de París i l'italià Garibaldi, als quals se'ls afegí durant el període d'instrucció el Dombrowski i unint-se com a quart batalló de la brigada l'Asturias-Heredia.
Dirigida al principi per Jean-Marie François, aquest va ser substituït per Emilio Kléber, el cap més carismàtic de la XI Brigada i com a comissari polític l'italià Giuseppe di Vittorio ("Nicoletti").
Inicià la seva participació en la Guerra als aferrissats combats de la Casa de Campo i la Ciutat Universitària, a la Batalla de Madrid, on va patir greus baixes, fins al punt d'haver de ser retirada del front per ser refeta a Archena, canviant el batalló Garibaldi pel Thälmann amb la XII Brigada Internacional, substituint també Kléber per l'alemany Hans Kahle. En els successius combats de la Ciutat Universitària, el Jarama, Guadalajara, Belchite i Terol la Brigada va ser dessagnada contínuament, fins al punt d'haver de recórrer a soldats espanyols per a cobrir les baixes a partir del mes de març del 1938, restant-hi només alguns voluntaris alemanys. Després del pas de l'Ebre va ser novament massacrada, passant a denominar-se 11a Brigada Mixta en desaparèixer-hi ja el component internacional. Va ser finalment destrossada en el replegament a Catalunya el novembre del 1938, en la zona de la Granadella.